# 설악 나들목
설악 나들목(Seorak IC)은 경기도 가평군 설악면 신천리에 설치된 서울양양고속도로의 4번 교차로이다. 명칭은 설악면에서 따왔으며, 강원특별자치도의 설악산과는 관련이 없어 혼동을 방지하지 위해 설악 (가평군)이라고 쓰여있다. 국도 제37호선을 통해 설악면, 청평면 등지로 진출할 수 있다. 가평군에 위치한 유일한 나들목으로 출구 안내판에는 '청평, 설악 (가평군)'이 쓰여 있다.

## 연혁
- 2005년 3월 26일 : 나들목 신설을 위해 가평군 도시계획시설 교통광장에 설악면 신천리 일원을 고시[1]
- 2009년 7월 15일 : 서울양양고속도로 서울 ~ 춘천 구간 개통과 함께 영업 개시[2]

## 구조물 정보
- 위치: 경기도 가평군 설악면 신천리
- 영업소: 경기도 가평군 설악면 유명로 1584

## 접속하는 도로
- 국도 제37호선 (유명로)
- 신천중앙로
- 간접 연결 : 국가지원지방도 제86호선 (신천중앙로, 신천삼거리 이용)

## 교통량 정보
| 요금소        | 통행량 (대/일) | 통행량 (대/일) | 통행량 (대/일) | 통행량 (대/일) | 통행량 (대/일) | 통행량 (대/일) | 통행량 (대/일) | 통행량 (대/일) | 통행량 (대/일) | 통행량 (대/일) | 각주  |
| 요금소        | 2009년         | 2010년         | 2011년         | 2012년         | 2013년         | 2014년         | 2015년         | 2016년         | 2017년         | 2018년         | 각주  |
| ------------- | -------------- | -------------- | -------------- | -------------- | -------------- | -------------- | -------------- | -------------- | -------------- | -------------- | ----- |
| 설악 (폐쇄식) | 3,332          | 3,493          | 3,789          | 4,017          | 4,097          | 4,249          | 1,027          | 849            | 651            | 644            | [ 3 ] |
| 요금소        | 2019년         |                |                |                |                |                |                |                |                |                | [ 3 ] |
| 설악 (폐쇄식) | 867            |                |                |                |                |                |                |                |                |                | [ 3 ] |